# Mixophyes schevilli
A Mixophyes schevilli a kétéltűek (Amphibia) osztályának békák (Anura) rendjébe, a Myobatrachidae családba, azon belül a Mixophyes nembe tartozó faj.

## Előfordulása
Ausztrália endemikus faja. Queensland államban 1000–1500 m-es tengerszint feletti magasságban elterülő esőerdőkben honos. Elterjedési területe nem folytonos, megtalálható a Big Tablelanden, a Thornton Peaken és az Atherton Tablelanden.

## Nevének eredete
Nevét William Edward Schevill (1906–1994) tiszteletére kapta.

## Megjelenése
Nagytestű, akár a 9 cm testhosszúságot is elérő békafaj. Háta sárgásbarna, rézbarna vagy sötétbarna, középen több sötétebb folt található, amelyek gyakran összefüggő csíkot alkotnak. Orrlyukától a szeme mögötti területig egy fekete csík húzódik, orra hegyén pedig egy fekete háromszög alakú folt található. Oldala halványsárga vagy krémszínű, apró sötétbarna foltokkal. A hasa fehér. Pupillája függőleges elhelyezkedésű, a szivárványhártya sötétbarna. A lábakon és a karokon sötét vízszintes sávok húzódnak, a combok hátsó része barna, több halványsárga vagy krémszínű folttal. Mellső lábainak ujjai között nincs úszóhártya, a hátsókon csaknem teljes úszóhártya van; ujjai végén nincsenek korongok.

## Életmódja
Sűrű növényzetű trópusi esőerdőkben, gyors folyású patakok közelében él. Általában a lehullott levelek között rejtőzik és vadászik. Tavasztól nyárig eső után szaporodik. A petéket a nőstény lábával kilöki a vízből, így azok a patakmedrek melletti iszapos részeken és sziklafalakon tapadnak meg. Az ebihalak a kikelés után a vízbe pottyannak. Hosszuk elérheti a 10,5 cm-t, sötétbarna vagy fekete színűek. Gyakran a víztestek alján maradnak, és legalább 12 hónapig tarthat, amíg békává fejlődnek.

## Természetvédelmi helyzete
A vörös lista a nem fenyegetett fajok között tartja nyilván. Populációja stabil, élőhelyének nagy része védett területre esik.